# Emil Zschimmer

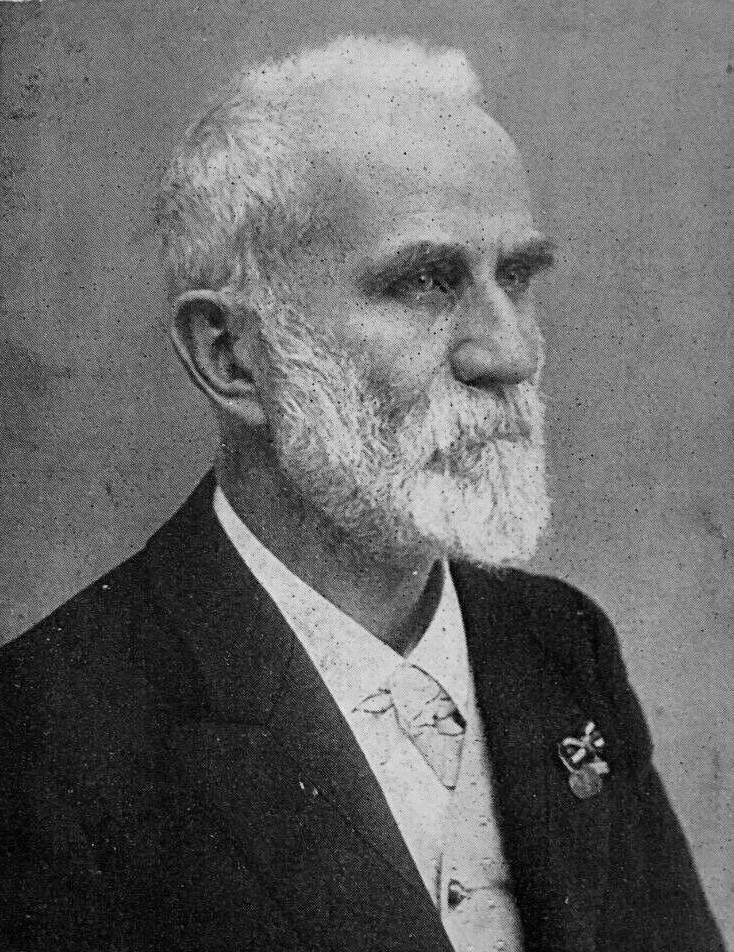
Emil Zschimmer (1912)

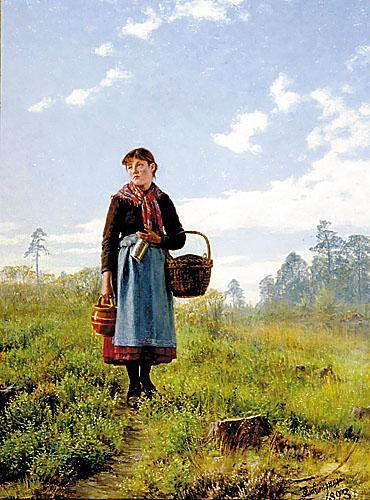
Heidelbeerpflückerin

Emil Zschimmer (* 14. September 1842 in Großwig; † 23. Januar 1917 in Schmiedeberg) war ein deutscher Maler und Kunstpädagoge.

## Leben
Zschimmer wurde als Sohn des Rittergutsbesitzers Johann August Zschimmer und dessen Ehefrau Auguste Henriette geb. Baentsch geboren. Nach der Grundschule besuchte Zschimmer von 1853 bis 1859 die Waisenhaus-Realschule in Halle. Danach lernte er bis 1863 Musterzeichner in einer Kattunfabrik in Eilenburg. Anschließend nahm Zschimmer bis 1872 ein Studium an der Großherzoglich-Sächsischen Kunstschule Weimar bei Arthur von Ramberg, Ferdinand Pauwels und Alexander Michelis auf. Seine Studien wurden durch den Militärdienst im 4. Jäger-Bataillon in Sangerhausen und durch die Teilnahme am Deutsch-Französischen Krieg 1870–71 unterbrochen.
Ein erster künstlerischer Erfolg gelang Zschimmer 1872, als sein Bild „Im Hochwalde“ auf einer Schau an der Akademischen Kunstausstellung in Berlin prämiiert wurde. 1875 erhielt Zschimmer eine Anstellung als Lehrer an der Fürstlichen freien Zeichenschule Weimar. Von 1882 bis 1891 wirkte er als Lehrer für Freihandzeichnen an der Großherzoglich-Sächsischen Kunstschule Weimar. Daneben war er während dieser Jahre als Lehrer am Königlichen Gymnasium in Erfurt tätig. 1890 wurde Zschimmer der Titel Professor verliehen.
Im Folgejahr gab Zschimmer seine Lehrämter auf und zog sich nach Bad Schmiedeberg in seine neu erbaute Villa zurück. Hier entstanden in der Folge hunderte Ansichten der Dübener Heide, die sich heute zumeist in Privatbesitz, aber auch in Museen befinden. Neben der Malerei betätigte er sich gelegentlich auch als Schnitzer. Zschimmers beide Söhne fielen im Ersten Weltkrieg. Er galt als „der“ Maler der Dübener Heide. Beerdigt wurde Zschimmer auf dem Friedhof in Bad Schmiedeberg, wo sein Grab noch immer gepflegt wird. Ihm zu Ehren trägt seit 1990 eine Straße in Bad Schmiedeberg seinen Namen.